# 1814 en Lorraine
Chronologie de la Lorraine
- 1810
- 1811
- 1812
- 1813
- 1814
- 1815
- 1816
- 1817
- 1818

Cette page est une liste d'événements qui se sont produits durant l'année 1814 en Lorraine.

## Événements

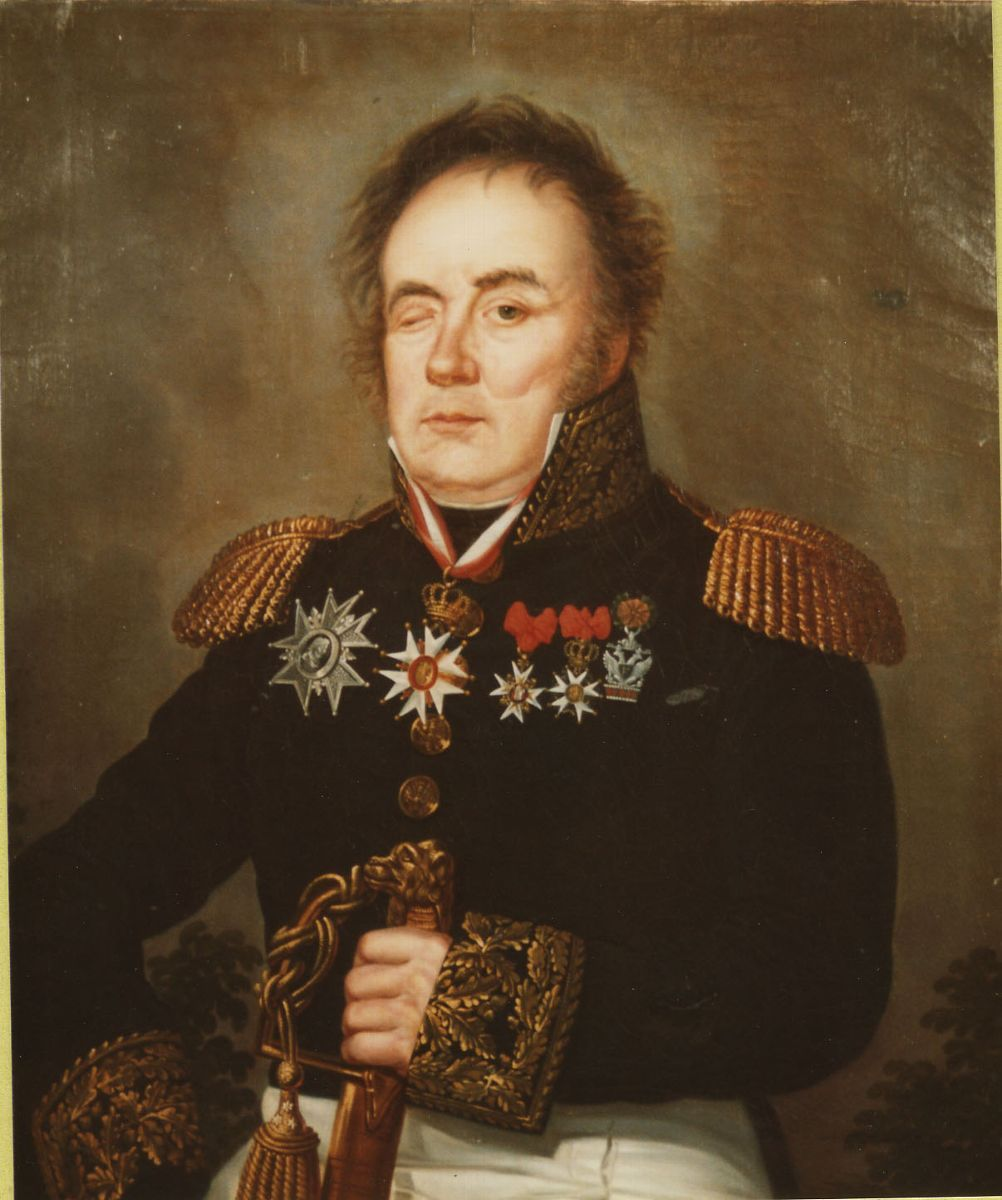
Le géneral Durutte.

- À la suite de la défaite de Leipzig la Sixième coalition franchit le Rhin[1].
- Janvier : Russes, Prussiens, Bavarois et Autrichiens pénètrent en Lorraine, lors de la campagne de France. Crimes cosaques et vengeances paysannes sont signalées dans toutes les régions traversées[2]. Metz, submergée par 20 000 blessés et malades de la Grande Armée, subit le blocus ennemi mais, défendue par Durutte, ne cède pas, tandis que Nancy est occupé par les Cosaques. Sarrebourg est également occupée par des cosaques entre le 16 janvier et le 29 juin[3].
- 11 janvier : Épinal est occupée[1].
- 14 janvier : un régiment de cosaques entre à Nancy, sans combattre[4], et bivouaque sur la place Stanislas sans occasionner de dégâts[5],[1].
- 17 janvier : un blocus est imposé à Metz[1]. La garnison résiste jusqu'au 7 avril, date de l'annonce de la chute de la capitale et de la déchéance de Napoléon[4].
- 2 mai : après s'être appelée place Napoléon sous l'Empire, la place Royale de Nancy reprend son nom initial[6].

### Presse écrite
- Le Journal de la Meurthe change de nom et devient le Journal de la Lorraine et du Barrois[7].

## Naissances

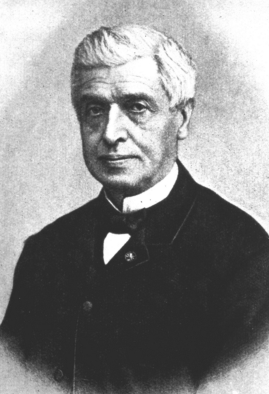
Gabriel Auguste Daubrée

- 6 février à Vaudrevange : Nicolas Adolphe de Galhau, décédé le  23 novembre 1889, industriel, philanthrope et homme politique allemand.
- 8 février à Metz : Louis-Amédée Humbert (1814-1876) , député protestataire français de la seconde moitié du XIXe siècle.
- 5 mars au Ménil dans les Vosges : Blaise Bontems, sculpteur et automatier français, mort à Paris le 19 juin 1893[8].
- 11 mars, à Toul : Nicolas Husson, mort le 12 juillet 1881 à Toul (Meurthe) à l'âge de 67 ans, pharmacien toulois, passionné d'archéologie, de paléontologie et de géologie.
- 22 avril à Metz : Louis-Amédée Humbert[9] (décédé en 1876), député protestataire français de la seconde moitié du XIXe siècle.
- 13 mai à Sarralbe: Jacques Besson d’Ormeschwiller où Joseph Bexon d’Ormschwiller, né le 19 octobre 1738 à Volmunster (Lorraine), général français de la Révolution et de l’Empire.
- 25 juin à Metz : Gabriel Auguste Daubrée, mort le 29 mai 1896 dans le 7e arrondissement de Paris, géologue français.
- 5 octobre à Saint-Dié-des-Vosges : Louis Chappuy, décédé le 24 mars 1878 à Douai[10]) propriétaire-fondateur de la verrerie Chappuy à Frais-Marais (hameau de Douai dans le département du Nord). Issu d'une famille bourgeoise des Vosges, il reçut une forte éducation morale et religieuse.  C'est ainsi que, par sa prospérité, il se lança dans plusieurs œuvres de charité pour le bien-être de ses ouvriers et de la population de Frais-Marais.
- 17 novembre à Plombières-les-Bains : François Louis Français, mort à Paris le 28 mai 1897, peintre, graveur et illustrateur français.
- 17 décembre à Lunéville : Charles Bour[11], décédé à Lunéville le 8 octobre 1881 (à 66 ans), lithographe et dessinateur français.
- 27 décembre à Metz : Jean Durand de Villers (décédé en 1886), général de division français.
- 31 décembre à Piste-en-Rigaut (Meuse) : Auguste Grandpierre, homme politique français décédé le 23 février 1880 à Buzy (Meuse).

## Décès
- 29 mars : Clodion, pseudonyme de Claude Michel, né le 20 décembre 1738 à Nancy, sculpteur lorrain, puis, à partir de 1766, français, représentatif du style rococo.
- 23 juin à Metz : Louis Antoine Vimeux, né le 13 août 1737[12] à Amiens (Somme), général français de la Révolution et du Premier Empire.
- 13 décembre à Bar-le-Duc : Jean-Baptiste Broussier, né le 10 mars 1766 à Ville-sur-Saulx et mort le 13 décembre 1814 , général français de la Révolution et de l’Empire.
- 21 décembre, à Toul : Charles François de Bicquilley, né le 20 août 1738 à Toul , est un militaire, philosophe et mathématicien français.